# Schizoporella gibsonensis
Schizoporella gibsonensis är en mossdjursart som beskrevs av Tilbrook 2006. Schizoporella gibsonensis ingår i släktet Schizoporella och familjen Schizoporellidae. Inga underarter finns listade i Catalogue of Life.